# Кулмін ап Петрок
Кулмін ап Петрок (корн. Culmin ap Petroc, 620–661) — король Думнонії (658–661).

## Біографія
Більшість відомостей про Кулміна мають напівлегендарний характер. Згідно з ними, він був сином короля Думнонії Петрока, загиблого в 658 році. Після смерті батька Кулмін сам зійшов на престол Думнонії, але вже в 661 році він загинув у битві при Посбері, розбитий королем Уессекса Кенвалом.
Після цієї поразки Думнонія остаточно втратила східні території: межа між Думнонією та Уессексом була встановлена по річці Парретт.
Після загибелі Кулміна ап Петрока новим королем Думнонії став його син Донарт.